# علامة خلقية
الوحمة أو شامة أو خال هي عدم انتظام خلقيّ حميد في الجلد يوجد عند الميلاد أو يظهر بعده بفترة وجيزة - عادةً في الشهر الأول. يمكن أن تظهر الوحمات في أي مكان على الجلد. يرجع ظهور الوحمات إلى نمو الأوعية الدموية، أو الخلايا الميلانينية، أو العضلات الملساء، أو الدهن، أو الأرومات الليفية، أو الخلايا الكيراتينية.
يقسم أطباء الجلد الوحمات إلى نوعين: وحمات مُصطبغة ووحمات وعائية. تشمل الوحمات المُصطبغة الناتجة عن زيادة خلايا الجلد الصباغية: الشامات وبقع القهوة باللبن والبقع المنغولية. تنتج الوحمات الوعائية، المسماة أيضًا بالوحمات الحمراء، عن زيادة الأوعية الدموية وتشمل اللطخات البقعية (بقع السلمون)، والأورام الوعائية، ووحمات بورت واين. تظهر الوحمة الوعائية في عدد حالات يزيد قليلاً عن طفل واحد من بين كل 10 أطفال بوصولهم لسن عام واحد. تعد العديد من أنواع الوحمات جزءًا من مجموعة آفات الجلد المعروفة باسم nevi أو naevi، وهي باللاتينية لـ «الوحمات».
تنتج الوحمات عن اختلال موضعي في توازن العوامل المتحكمة في نماء خلايا الجلد وهجرتها. بالإضافة إلى ذلك، من المعروف أن الوحمات الوعائية ليست وراثية.

## الأنواع المُصطبغة

### الخال (الشامة)
الوحمة الخِلقية ميلانينية الخلايا هي نوع من الوحمة ميلانينية الخلايا، وهو المصطلح الطبي لما يسمى بالعامية «الشامة»، يُرى في الرضّع عند الولادة. تظهر هذه الوحمة في نحو 1% من الرضع في الولايات المتحدة، وترتكز في منطقة الرأس والرقبة في 15% من الوقت، ولكنها قد تظهر في أي مكان على الجسم. قد تبدو بلون بني فاتح في الأشخاص ذوي البشرة الفاتحة، وبلون مقارب للأسود في الأشخاص ذوي البشرة الداكنة. تأتي بمختلف الأحجام والمظاهر، فقد تكون غير منتظمة الشكل ومسطحة، أو بارزة ومتكتلة في المظهر والملمس. قد تبرُز مثل هذه الوحمات أيضًا في شكل علامات جمال (اسم)، تظهر في أغلب الحالات على الوجه، أو الرقبة، أو الذراعين.

### بقعة القهوة بالحليب
قد تظهر بقع القهوة باللبن في أي مكان على الجسم. تكون عادةً بيضاوية الشكل وذات لون بني فاتح، أو لون القهوة باللبن. قد تكون هذه الوحمات موجودة عند الميلاد، أو تظهر في الطفولة المبكرة، ولا تتلاشى كثيرًا مع تقدم العمر. ظهور واحدة أو اثنتين على جلد الفرد هو أمر شائع؛ ولكنّ ظهور أربعة أو أكثر يعد مؤشرًا على الإصابة بورم ليفي عصبي. في حالة زيادة الوزن، قد تتمدد الوحمة مع الجلد فتصبح أكبر حجمًا.

### البقعة المنغولية
البقعة المنغولية الزرقاء (كثرة الخلايا الميلانينية الجلدية) وحمة خِلقية مسطحة حميدة ذات حدود متموجة وشكل غير منتظم، وهي الأكثر شيوعًا بين سكان شرق آسيا والأتراك (باستثناء أتراك آسيا الصغرى)، وسميت على اسم المنغوليين. كما أنها منتشرة للغاية بين سكان شرق إفريقيا والأميركيين الأصليين. تختفي عادةً بعد ثلاث إلى خمس سنوات من الولادة وغالبًا بالوصول إلى سن البلوغ. اللون الأكثر شيوعًا هو الأزرق، لكنّها يمكن أن تكون باللون الأزرق - الرمادي، أو الأزرق الضارب إلى السواد، أو حتى البنيّ الغامق.
البقعة المنغولية هي حالة مرضية نمائية خِلقية تشمل الجلد حصرًا. ينتج اللون الأزرق عن الخلايا الميلانينية، وهي الخلايا المحتوية على الميلانين، والموجودة عميقًا تحت الجلد. عادةً، لكونها بقع متعددة أو رقعة كبيرة واحدة، فهي تغطي منطقة واحدًا أو أكثر من مناطق القطنية العُجُزية (أسفل الظهر)، والأرداف، والجانبين، والكتفين. تنتج البقعة المنغولية عن انفخاخ الخلايا الميلانينية في الأدمة أثناء هجرتها من العُرّف العصبيّ إلى البشرة أثناء مرحلة النماء الجنيني.
قد تُفهم البقع المنغولية خطأً في بعض الأوقات بأنها كدمة تدل على سوء معاملة الأطفال بين أولئك الذين ليسوا على دراية بخلفيتها.

## روابط خارجية
- علامات خلقية على كليفلاند كلينك
- Vascular Birthmarks Foundation
- علامات خلقية على مدلاين بلس